# Ludwig Hubert von Windheim
Ludwig Hubert von Windheim (ur. 27 czerwca 1857 w Oschersleben (Bode), zm. 15 stycznia 1935 w Królewcu) – niemiecki polityk.

## Życiorys
1886–1894 landrat powiatu tylżycko-ragneckiego. 1895 prezydent policji w Szczecinie, a w latach 1895–1903 w Berlinie. W 1903 prezydent rejencji frankfurckiej. 1903–1907 nadprezydent prowincji Hesja-Nassau, 1907–1914 Prus Wschodnich, a 1914–1917 prowincji Hanower.